# Glen Carbon
Glen Carbon – wieś w Stanach Zjednoczonych, w stanie Illinois, w hrabstwie Madison.